# 栾鲂
栾鲂（?—?），東周春秋時期晋国政治人物、将軍。欒氏，名鲂。前554年，栾鲂帅师随卫国孙林父（孙文子）伐齐国。前552年，欒氏宗主栾盈被外公范宣子、舅舅士鞅、母亲栾祁陷害，逃到齐国。前550年，栾鲂随栾盈攻入晋国，在战斗中受伤。最终栾氏一族被灭，栾盈被杀。只有栾鲂逃到宋国。